# 吉安府

吉安府在江西省的位置（1820年）

吉安府，元至正二十二年（1362年）朱元璋改吉安路置，治庐陵县（今江西吉安市）。辖境相当今江西省吉水、万安两县间赣江流域及安福、永新等县地。属江西省。
清代吉安府仍為江西省行政區。據《清史稿》記載：吉安府「衝，繁，疲，難」，隸吉贛南寧道。順治初因之。乾隆八年（1743年），析永新西北境、安福西境，置蓮花廳。領九縣一廳：廬陵縣、泰和縣、吉水縣、永豐縣、安福縣、龍泉縣、萬安縣、永新縣、永寧縣、蓮花廳。
1912年，中華民國廢吉安府。

## 延伸阅读
[在维基数据编辑]
 《欽定古今圖書集成·方輿彙編·職方典·吉安府部》，出自陈梦雷《古今圖書集成》